# Davalliaceae
Davalliaceae (Давалієві — родина судинних рослин класу папоротевидні, котра містить 5 родів і близько 65 видів. Родина сестринська до найбільшої родини папоротей, Polypodiaceae і має деякі морфологічні подібності з нею. Родина, а також рід Davallia названі на честь англо-швейцарського ботаніка, Едмунд Давала (англ. Edmund Davall, 1763-1798).

## Морфологія
Наземні, літофіти, проте більшість видів епіфіти з довгими повзучими помітними і густо лускатими кореневищами. Гілки численні, мономорфні. Листова морфологія є змінною, від одного до кількох разів перистороздільна. Indusium (кластер Спорангіїв) кріпиться з боків, створюючи мішкоподібні структури, які відкриваються в напрямку до краю.

## Поширення, біологія
Родина, в основному, обмежується тропічними і субтропічними районами, особливо в Старому Світі.

## Використання
Кілька видів Davallia вирощують як декоративні в оранжереях, зимових садах і вдома, часто в підвісних кошиках, що в кінцевому підсумку вкриваються мережею кореневищ.

## Галерея

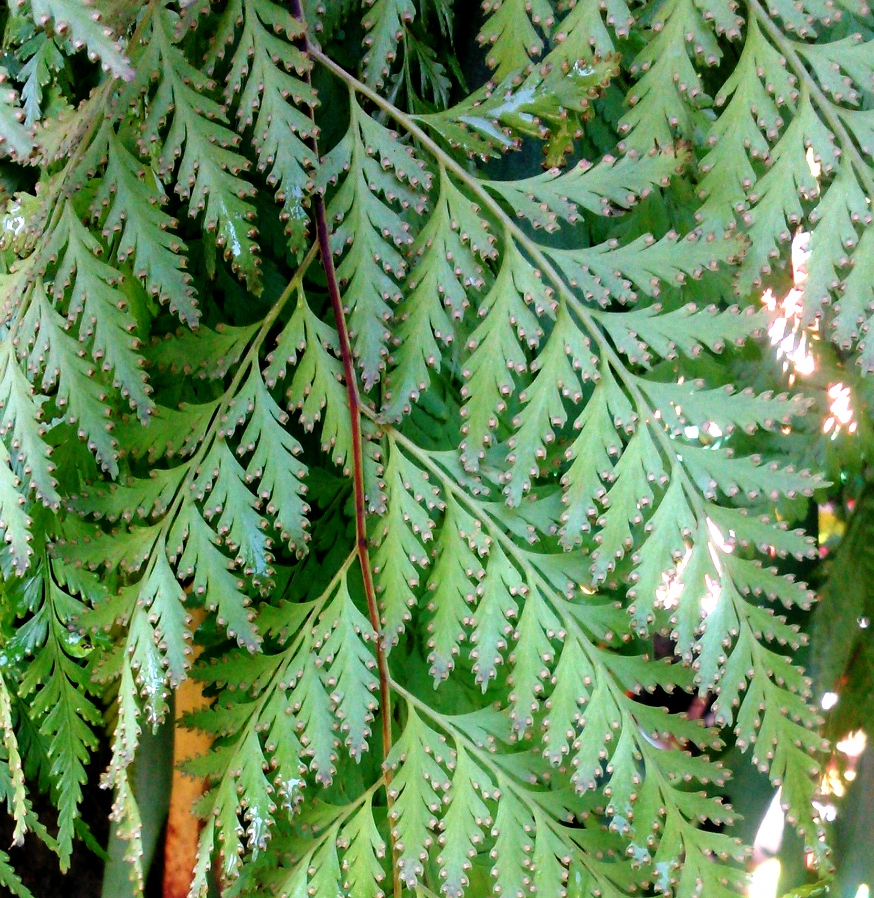
Davallia solida
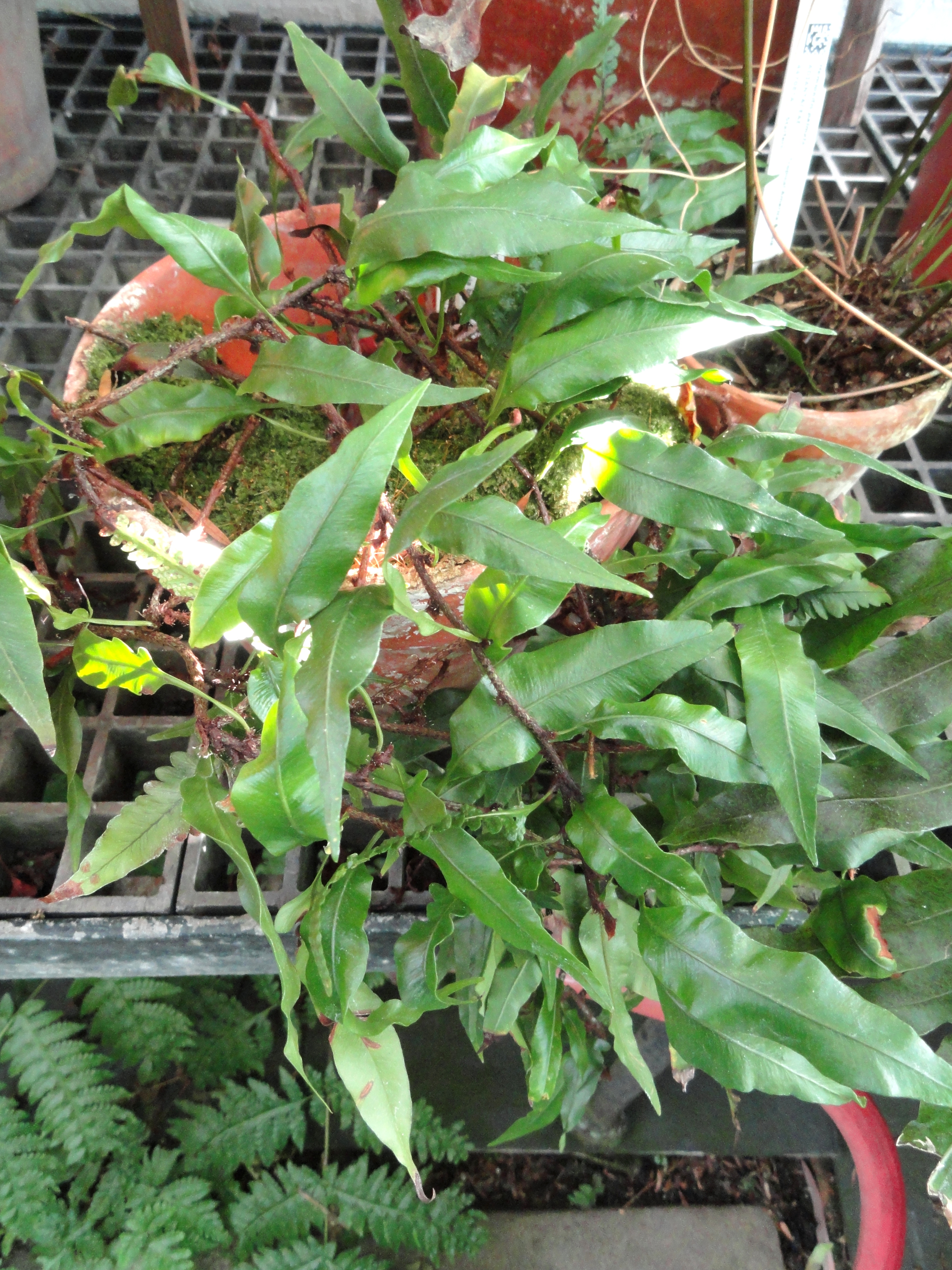
Humata heterophylla

| Листок дуба | Це незавершена стаття з ботаніки. Ви можете допомогти проєкту, виправивши або дописавши її. |